# Národní park Bernardo O'Higgins
Národní park Bernardo O'Higgins je chráněné území v Patagonii na jihu Chile. Byl založen v roce 1969 na území regionů Aysén a Magallanes, jeho správu vykonává státní organizace Corporación Nacional Forestal (CONAF). Rozloha parku je 35 259 km². Je pojmenován po Bernardu O'Higginsovi, jednom z vůdců boje za nezávislost Chile na Španělsku.
Na území parku se nachází podstatná část Jihopatagonského ledovcového pole (nejrozlehleší zaledněná plocha Jižní Ameriky). Nejnižším bodem je mořská hladina, nejvyšším vrchol Lautaro o nadmořské výšce 3623 m n. m. Ze zdejší fauny lze jmenovat lachtana jihoamerického, lachtana hřívnatého, huemula jižního. Mezi stromy převažují pabuky a cypřišovité.
Jako vstupní body pro přístup do parku slouží především města Punta Arenas, Puerto Natales a Puerto Montt. Park sousedí s chráněnými územími Laguna San Rafael, Torres del Paine a Los Glaciares (Argentina).

## Fotogalerie

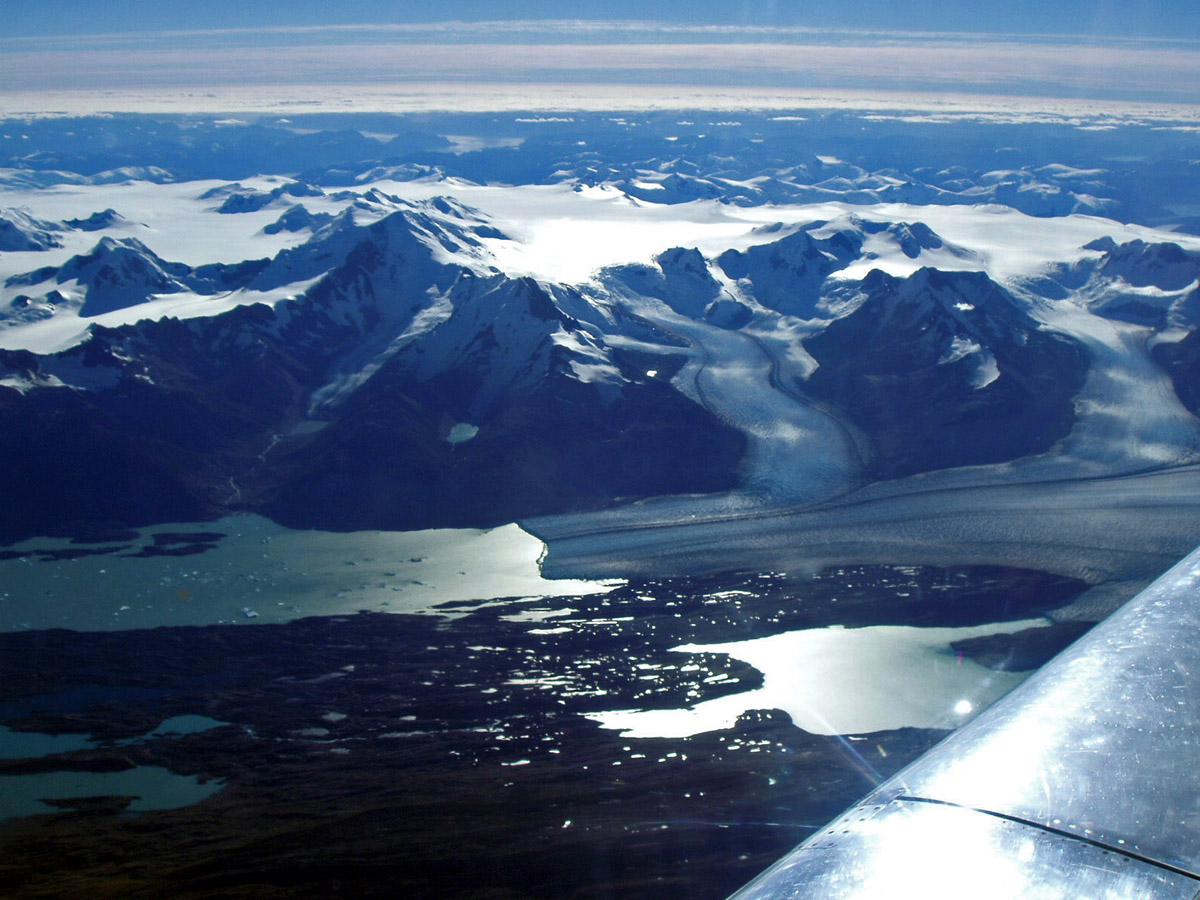
ledovec Upsala
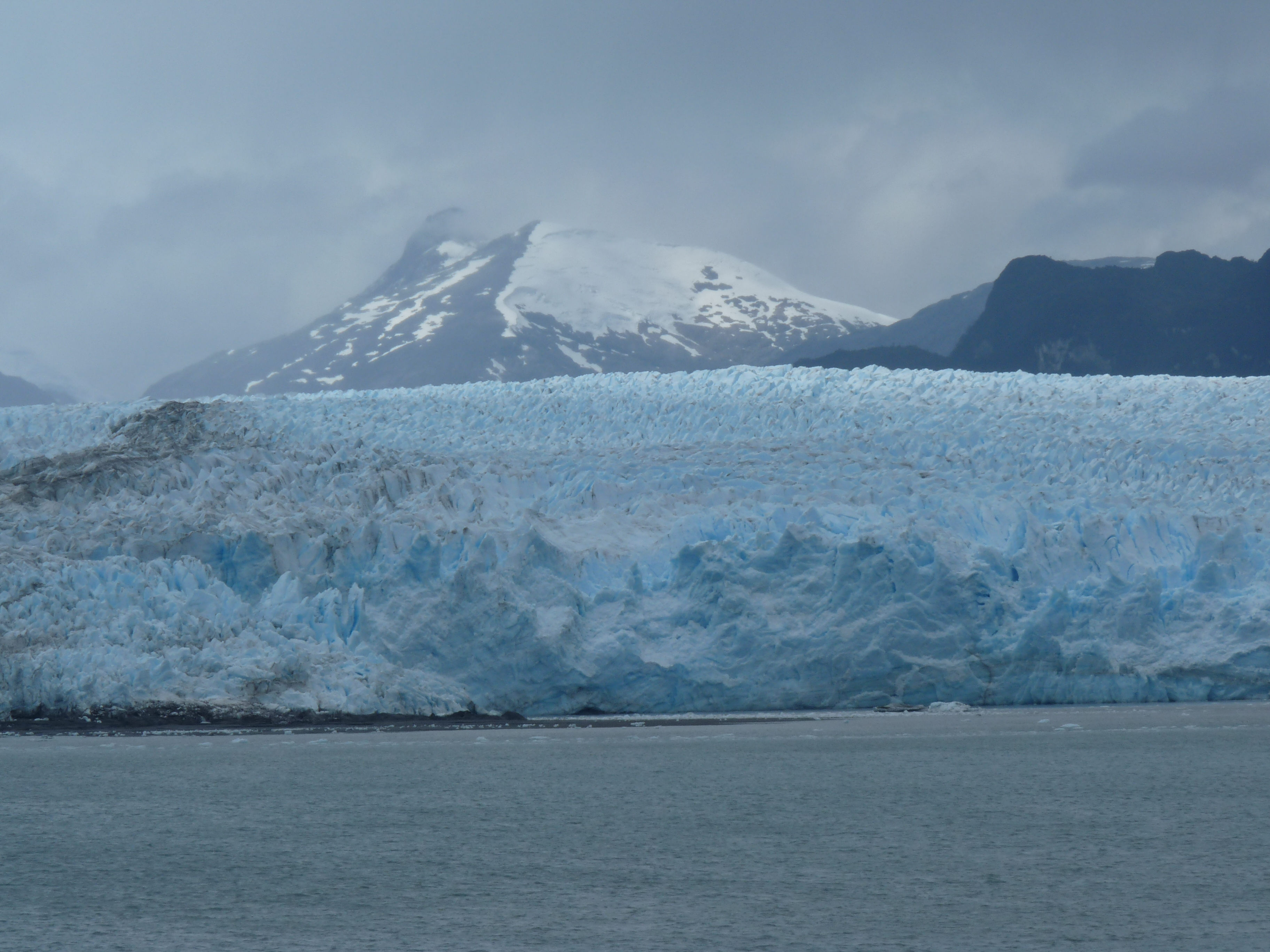
ledovec Pio XI